# Pánico en la montaña
Pánico en la montaña es una película de terror, misterio y suspenso mexicana de 1989, escrita y dirigida por Pedro Galindo III, y protagonizada por Adalberto Martínez «Resortes», Pedro Fernández y María Rebeca. Ésta fue la última parte de una tetralogía de películas protagonizadas por Pedro Fernández y María Rebeca junto a Resortes, precedida por La niña de la mochila azul (1979), El oreja rajada (1980) y La niña de la mochila azul 2 (1981). Esta película tuvo como locación el municipio de Tlalpujahua, Michoacán (México).

## Trama
Como miembros del sindicato de busca tesoros, Beto, sobrino de Pedro y Rebeca una chica oriunda de la comarca, emprenden la aventura de encontrar un tesoro en una mina que dicen los lugareños, esta maldita.

## Reparto
- Adalberto Martínez «Resortes» como Beto
- Pedro Fernández como Pedro
- María Rebeca como Rebeca
- Jorge Reynoso como Monstruo
- Alfredo Gutiérrez como Matías
- George Samano como El Gordo George
- César Escalero como Ayudante en Gasolinera
- Antonio Escobar (no acreditado)